# Myriam van Rooyen-Steenman
Maria Hendrika Leonarda (Myriam) van Rooyen-Steenman (Amsterdam, 17 april 1950) is een voormalige Nederlandse roeister. Eenmaal nam ze deel aan de Olympische Spelen, maar ze won bij die gelegenheid geen medailles.
In 1976 maakte Steenman haar olympisch debuut op de Olympische Spelen van Montreal op het onderdeel vier met stuurvrouw. Met haar team drong ze door tot de finale en behaalde daar een vijfde plaats met een tijd van 3.54,36.
Van Rooyen-Steenman was lid van de studentenroeivereniging ASR Nereus in Amsterdam.

## Palmares

### roeien (vier met stuurvrouw)
- 1972:  EK in Brandenburg - 3.46,50
- 1973:  EK in Moskou - 3.38,13
- 1974:  WK - 3.31,19
- 1975: 5e WK in Nottingham - 3.32,27
- 1976: 5e OS - 3.54,36

### roeien (dubbelvier met stuurvrouw)
- 1971: 7e EK in Kopenhagen - 3.54,50

Liesbeth Vosmaer-de Bruin · 
Hette Borrias · 
Myriam van Rooyen-Steenman · 
Ans Gravesteijn · 
Monique Pronk (stuurvrouw)